# Terroranschlag auf zwei Moscheen in Christchurch
Koordinaten: 43° 32′ S, 172° 37′ O

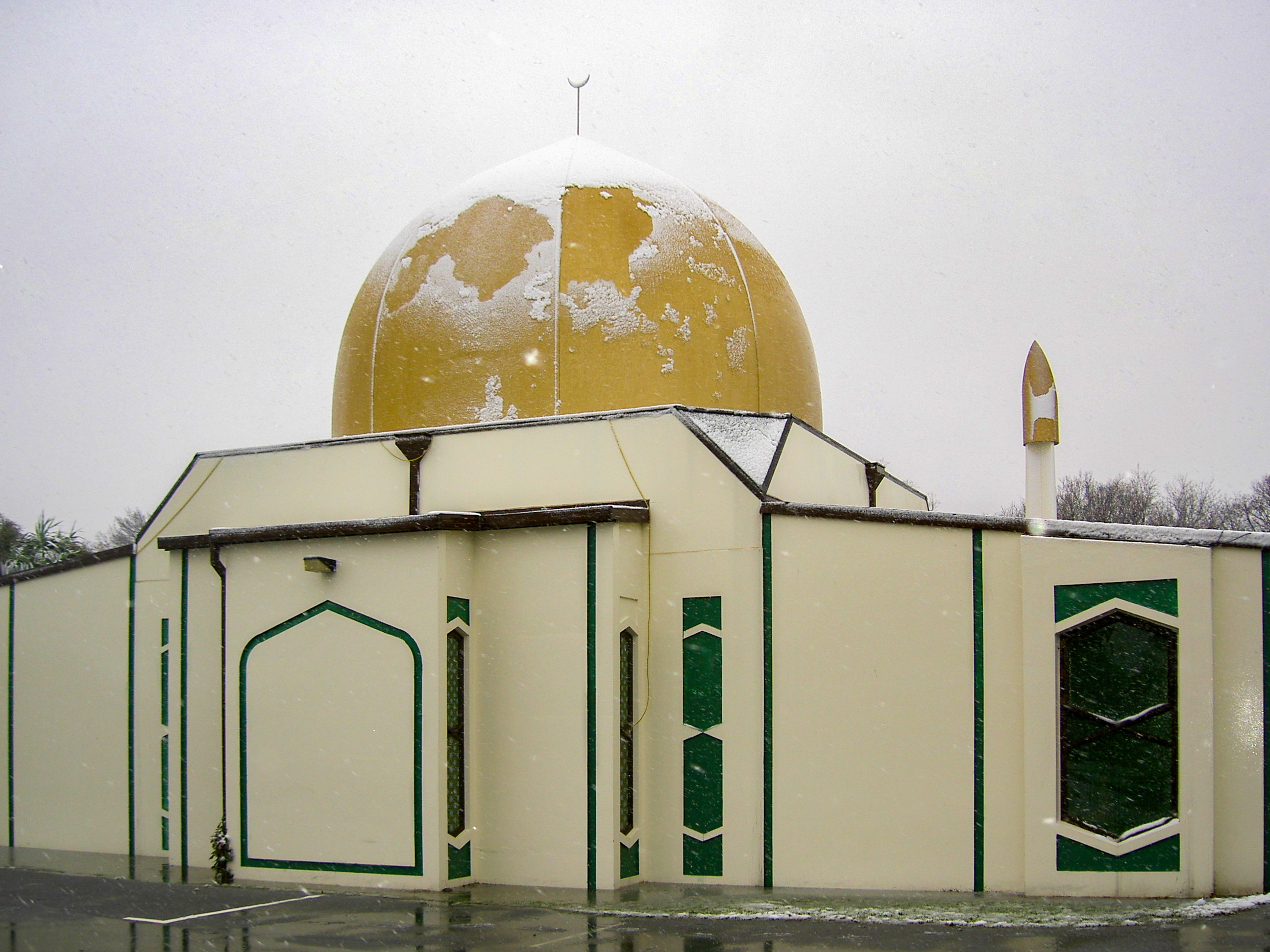
Masjid-al-Noor-Moschee von Canterbury, Christchurch (2006)

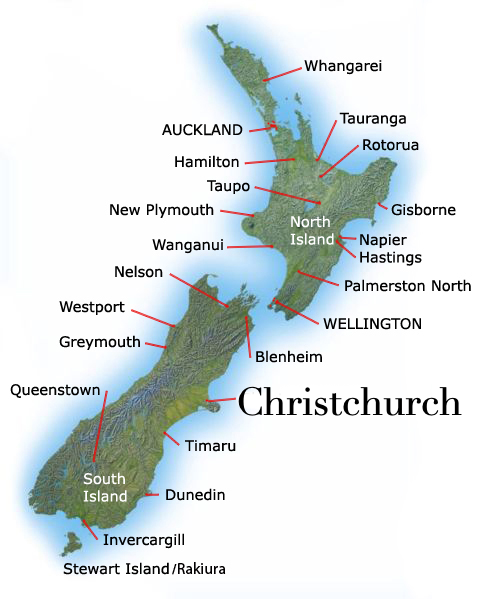
Lage von Christchurch auf der Südinsel Neuseelands

Beim Terroranschlag auf zwei Moscheen in Christchurch (Neuseeland) am 15. März 2019 tötete der aus Australien stammende Rechtsterrorist Brenton Tarrant mit Schusswaffen insgesamt 51 Menschen und verletzte weitere 50, einige davon schwer. Es war die Tat mit den meisten Todesopfern in Neuseelands Kriminalgeschichte.
Der 28-jährige Täter griff gezielt islamische Zentren der Stadt an und berief sich dazu analog zu dem norwegischen Massenmörder Anders Behring Breivik auf eine Reihe rechtsextremer und islamfeindlicher Theorien, darunter den sogenannten Großen Austausch. Er wurde wegen Mordes angeklagt und am 27. August 2020 zu lebenslanger Haft ohne die Möglichkeit einer vorzeitigen Entlassung verurteilt. Damit verhängte ein Gericht Neuseelands erstmals die dortige Höchststrafe.

## Tathergang

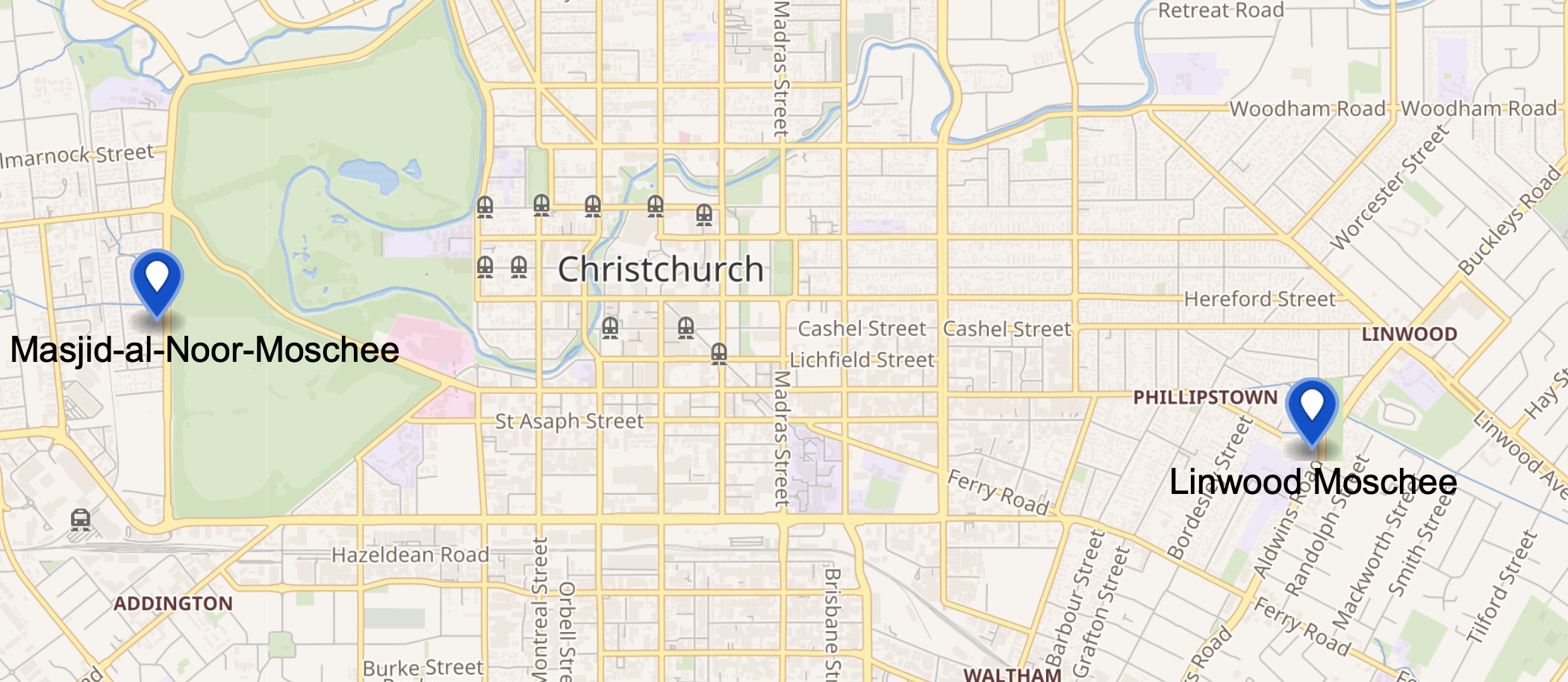
Lage der beiden Moscheen in Christchurch

Nach Augenzeugenberichten schoss um etwa 13:45 Uhr Ortszeit ein mit Action-Camcorder und kugelsicherer Weste, schwarzer militärartiger Kleidung und Helm ausgestatteter Mann in der Al-Noor-Moschee (Christchurch) im Ortsteil Riccarton mit einer halbautomatischen Schusswaffe gezielt auf Muslime, die sich zum Freitagsgebet versammelt hatten. Der Täter übertrug die Tat mit einem Live-Streaming auf Facebook. Das Video zeigte große Teile des Tatverlaufs: Tarrant erreichte nach kurzer Anfahrt mit dem Pkw die Moschee, eröffnete das Feuer auf im Eingangsbereich stehende Personen, betrat das Gebäude und streckte in wenigen Minuten viele Anwesende nieder. Dann schoss er im Freien um sich, wechselte an seinem Pkw seine Selbstladewaffe und kehrte zurück. Im Gebäude feuerte er erneut auf schon am Boden Liegende, auf dem Weg zu seinem Pkw und auf der Fahrt vom Tatort weg auf Passanten. Dabei tötete er zunächst 42 Menschen, darunter den 50-jährigen Pakistani Naeem Rashid, der ihn vom Schießen abzuhalten versucht hatte.
Danach fuhr Tarrant zum Linwood Islamic Centre und erschoss dort weitere sieben Personen. Der aus Afghanistan stammende Australier Abdul Aziz warf nach Eigenaussage zuerst ein Kreditkartenlesegerät, dann die schon leergeschossene Waffe des Täters auf ihn, schrie ihn an, um ihn abzulenken, und schlug ihn so in die Flucht. Laut Augenzeugen hätte er dort sonst noch mehr Menschen erschossen. Zwei Polizisten verfolgten ihn, blockierten seinen Pkw und verhafteten ihn.

## Opfer
Bei den Anschlägen wurden insgesamt 51 Menschen getötet, davon 42 in der Masjid-Al-Noor-Moschee im Stadtteil Riccarton, weitere sieben im Linwood Islamic Centre in Linwood und zwei im Christchurch Hospital der Stadt. Das jüngste Opfer war drei, das älteste 71 Jahre alt. Nach Polizeiangaben wurden weitere 50 Personen durch Schüsse verletzt, einige davon schwer.
Die angegriffenen Besucher des Freitagsgebets in den beiden Moscheen gehörten zu rund 50.000 Muslimen in Neuseeland (etwa 1,04 % Bevölkerungsanteil). Unter den Getöteten und Verletzten waren auch Staatsbürger aus Afghanistan, Bangladesch, Indien, Palästina, Jordanien, Tunesien, Somalia und Syrien. Die BBC veröffentlichte eine vollständige Liste der Opfernamen mit biografischen Details zu jeder Person.

## Ermittlungen
Der festgenommene Schütze wurde bis 16. März 2019 als der 28-jährige Australier Brenton Tarrant identifiziert und wegen Mordes angeklagt. In seinem Pkw wurden weitere Waffen und Sprengkörper gefunden. Für die Ermittler Neuseelands war er ein terroristischer Einzeltäter. Anfangs als Mittäter verdächtigte Personen wurden bis März 2019 wieder freigelassen.
Tarrant hatte mindestens ab 2017 allein in einem Mietshaus der Stadt Dunedin südlich von Christchurch gelebt. Dort hatte er 2017 ein Jagdgewehr, ab Dezember 2018 weitere Waffen legal erworben. Er besaß eine Schusswaffenlizenz, auch für halbautomatische Gewehre wie die AR-15, und hatte als Mitglied des lokalen Schützenvereins damit trainiert.
Tarrant hatte zuvor viele Auslandsreisen unternommen. 2014 besuchte er mit drei Österreichern Nordkorea. Im Oktober 2016 bereiste er als Tourist neun Tage lang Israel, danach Serbien, Montenegro, Bosnien und Herzegowina sowie Kroatien. Dort reiste er jeweils zu historischen Schauplätzen von Schlachten gegen Muslime. Im Frühjahr 2017 besuchte er Frankreich, Spanien und Portugal, vom 9. bis 15. November 2018 Bulgarien, danach Rumänien und Ungarn. Nach Fotografien auf seinem Facebookprofil hatte er dann in Österreich Friesach, Klagenfurt, Salzburg, Steyr und Wien, in Deutschland Schloss Neuschwanstein besucht. Dabei folgte er offenbar „den Spuren der Kreuzritter“. In Österreich war Tarrant vom 27. November bis 4. Dezember 2018 und fuhr dann mit einem Mietwagen bis nach Tallinn (Estland).
Das österreichische Bundesamt für Verfassungsschutz und Terrorismusbekämpfung untersuchte Tarrants Aufenthalt in Österreich vom Vorjahr. Am 25. März 2019 durchsuchte die Polizei die Wiener Wohnung von Martin Sellner, der die rechtsextreme Identitäre Bewegung Österreich (IB) leitet, und stellte Datenträger sicher. Anlass war, dass Tarrant 1500 Euro an Sellner gespendet hatte. Die hohe Spende war Österreichs Behörden schon 2018 aufgefallen. Sellner gab die Durchsuchung im Internet bekannt, betonte aber, er habe außer einer kurzen Dankesmail keinen Kontakt zum Spender gehabt. Am 28. März 2019 bestätigte Österreichs Regierung, dass Tarrant der Spender war und Österreich im November 2018 besucht hatte. Falls er eine terroristische Vereinigung gebildet habe, werde man die IB auflösen und verbieten.
Tarrants wiederhergestellte Facebookdaten zeigten seine Radikalisierung: Ab April 2016 hatte er die rechtsextremen australischen Gruppen United Patriots Front (UPF) und True Blue Crew (TBC) mit vielen hasserfüllten Kommentaren unterstützt. So drohte er Kritikern des UPF-Anführers Blair Cottrell, er werde das Seil halten, das die „Verräter“ erhängen werde. Mit der UPF feierte er die Wahl von US-Präsident Donald Trump im November 2016 als Triumph von „Patrioten und Nationalisten über Globalisten und Marxisten“ und Durchbruch zum baldigen Sieg des „Imperators“ Cottrell. Als dieser im Januar 2017 wegen einer gestellten Enthauptung von Muslimen vor Gericht stand, unterstützte Tarrant ihn erneut. Er gehörte auch zu den Spendern der UPF. Diese distanzierte sich nach dem Mord von ihm. Cottrell schloss jedoch Kontakte von UPF-Mitgliedern mit Tarrant nicht aus. Der australische Geheimdienst hatte ab 2002 vor allem Islamisten beobachtet; erwartet wurde nun eine stärkere Beobachtung der Alt-Right.

## Täterideologie
Am 13. März 2019, zwei Tage vor dem Anschlag, postete Tarrant auf seiner Facebookseite eine Fotografie der Masjid-al-Noor-Moschee inmitten einer Kollage von Gewalt-Memes und Bildern der Massenmörder Anders Breivik und Timothy McVeigh. Das Moscheebild montierte er auf das Bild eines großen mittelalterlichen Ritters, der eine viel kleinere Person im Schwitzkasten hält. In zwei weiteren Kollagen hält der Ritter Imam Ali, den Gründer der Schia, und eine Frau, die den Niqab trägt. Eine weitere Kollage zeigt den Rapper Drake, der missbilligend auf das Moscheebild zeigt, aber zustimmend auf das Bild einer brennenden Moschee in Victoria (Texas), die ein Rechtsextremist 2017 angezündet hatte. Trotz dieser Hinweise hatte niemand vor möglichen Absichten Tarrants gewarnt.
Auf Tarrants Waffen und Munitionsmagazinen befanden sich kyrillische und osteuropäische Inschriften mit den Namen von historischen Schlachten, Kämpfern gegen das Osmanische Reich und früheren antimuslimischen Terroristen sowie die Zahl „14“ für die Fourteen Words. Darunter standen die Namen Ernst Rüdiger von Starhemberg, der 1683 die Zweite Wiener Türkenbelagerung abgewehrt hatte, der venezianische Offizier Marcantonio Bragadin, der Terrorist Alexandre Bissonnette, der 2017 beim Anschlag auf das Centre culturel islamique de Québec sechs Menschen erschossen hatte, und Ebba Åkerlund, die beim Anschlag in Stockholm 2017 getötet worden war. Deren Mutter distanzierte sich öffentlich von der Benutzung ihrer Tochter. Ferner hatte Tarrant auf dem Weg zur Tat das serbisch-nationalistische Kampflied „Karadžić, führe deine Serben“ von Željko Grmuša abgespielt.
Tarrants Internet-Manifest „Der große Austausch“ bezog sich auf die in der Neuen Rechten und im Neonazismus beliebte These eines angeblichen geplanten Bevölkerungsaustauschs der weißen Europäer durch Muslime und eine „Islamisierung“ Europas. Er nannte sich im Manifest „Rassist“, „Ethnonationalist“ und „Ökofaschist“. Er habe derartige Anschläge seit zwei Jahren, den konkreten Anschlag in Christchurch seit drei Monaten geplant. Anfangs habe er die Al-Huda-Moschee in seinem Wohnort angreifen wollen. Eine große, in Neuseeland bis dahin beispiellose Gewalttat werde zeigen, dass es nirgendwo in der westlichen Welt für Einwanderer sicher sei. So wolle er „sein Land“ gegen „Angreifer“ (alle nichtweißen Einwanderer) verteidigen und eine Atmosphäre der Angst schaffen, um „revolutionäre Maßnahmen“ zu ermöglichen. Seine Inspiration sei Anders Behring Breivik. Zudem postete Tarrant auf Twitter Fotografien seiner Waffen mit weißfarbigen Namen anderer rechter Attentäter. Kurz vor der Tat sagte er "Subscribe to PewDiePie" und warb damit für dessen gefragten YouTube-Spielekanal. PewDiePie distanzierte sich.
Im Manifest unterstützte Tarrant Donald Trump als „Symbol erneuerter weißer Identität“. Er zitierte Texte von Dylan Thomas, Rudyard Kipling, William Ernest Henley und Oswald Mosley: „Es“ (die Rettung der weißen Rasse) werde nur unter dem Zwang der Notwendigkeit, als große Welle der Popularität, als „großes Erwachen der Seele Europas“ kommen, nicht durch Regierungen, Lobbys, Parlamente und Kongresse. Candace Owens habe ihn am meisten von allen beeinflusst, an Gewalt statt Schwäche zu glauben, obwohl einige ihrer Ansichten selbst für ihn zu extrem seien. Er erwarte, nach 27 Jahren freizukommen und dann den Friedensnobelpreis zu erhalten, den nach dem Sieg seines Volkes ja auch Nelson Mandela für die gleichen Taten erhalten habe. Er rief zum Mord an Bundeskanzlerin Angela Merkel, an Londons erstem muslimischen Bürgermeister Sadiq Khan und am türkischen Staatspräsidenten Recep Tayyip Erdoğan auf. Merkel habe große Mengen Asylbewerber nach Deutschland gelassen habe und sei die „Mutter aller anti-weißen und antideutschen Dinge“. Er hoffe, sein Massenmord werde die Kluft zwischen den mehrheitlich christlichen NATO-Staaten und der Türkei sowie den Waffenbesitzern und Waffengegnern, den Rassen und politischen Lagern in den USA vergrößern, dort hoffentlich einen zweiten Bürgerkrieg auslösen und die USA „balkanisieren“, um die weiße Vorherrschaft zu erneuern und den Tod des „Schmelztiegels“ der Kulturen zu besiegeln. Er unterstütze alle, die gegen ethnischen und kulturellen Völkermord aufstünden, und nannte namentlich den rassistischen Attentäter Luca Traini (Anschlag in Macerata 2018) sowie Anders Breivik, Dylann Roof (Anschlag in Charleston 2015), Anton Lundin Pettersson (Amoklauf von Trollhättan 2015) und Darren Osborne (Anschlag in London am 19. Juni 2017). Mit Breivik habe er kurz Kontakt gehabt; dieser habe seine Mission gesegnet. Er unterstütze den Brexit als Gegenwehr gegen Masseneinwanderung, kulturelle Verdrängung und Globalismus.
Auf seinem Facebookprofil hatte Tarrant viele Artikel mit Europabezug verlinkt, darunter einen Bericht über rechtsextreme Soldaten in der Bundeswehr, und geschrieben: „Mein Blut ist europäisch“. Bei seiner Europareise soll er Gruppen der extremen Rechten getroffen haben. Neben der rassistischen These vom „Großen Austausch“ vertrat er eine Mischung verschiedener, einander widersprechender und abwegiger Thesen und Parolen. Zehn Minuten vor seiner Tat sandte er an mehr als 70 Empfänger eine Kopie des Manifests per E-Mail, auch an Neuseelands Premierministerin Jacinda Ardern. Details zur Tat nannt er nicht, so dass diese nicht zu verhindern war. Vor dem Haftrichter stellte er sich mit einer typischen rechtsextremen Geste vor. Darum ordnet der Terrorismusforscher Peter R. Neumann ihn als rassistischen Rechtsextremen ein.
Tarrant verbreitete sein Manifest über dieselben Webseiten wie die Terrorgruppe Islamischer Staat und verwendete wie sie Symbolismus, kodierte Sprache und ein historisches Narrativ, um einen vergangenen Ruhm wiederzuerlangen. Er platzierte Links im Internet so, dass sie möglichst viele Leser erreichen. Terrorismusexperten sehen darin gezielte Rekrutierung und eine ideologische Antwort des weißen Nationalismus auf den Islamismus.

## Politikwissenschaftliche Einordnung
Der Politikwissenschaftler Matthias Quent stuft Tarrants Terroranschlag als Mittel zur globalen Verbreitung rassistischer Ideologie ein. Tarrant habe gezielt Muslime in Moscheen als Opfer ausgewählt, seine Tat als Unterstützung nationalistischer und populistischer Bewegungen ausgegeben, mehrfach auf Geburtsraten verwiesen, mit denen Muslime angeblich die „weiße Rasse“ ersetzen würden, die Demokratie verdammt, Gott für den „Tod des Konservatismus“ gedankt und „Kulturmarxisten“, soziale Gleichheit, Individualismus und Globalisierung für den vermeintlichen gesellschaftlichen Niedergang verantwortlich gemacht. Die Rede vom „Großen Austausch“, von „Umvolkung“, „Volkstod“ oder „Genozid an den Weißen“ sei der Kern dieser Ideologie, die Migranten ihr Daseinsrecht abspreche und sie entmenschliche. Diese Ideologie verbinde Neue Rechte, rechtsextreme „Identitäre“, die US-amerikanische Alt-Right, in Deutschland Thilo Sarrazin, Akif Pirinçci, Gottfried Curio, Alexander Gauland, Björn Höcke und andere Vertreter der Partei Alternative für Deutschland (AfD) mit Rechtsterroristen und Massenmördern wie Breivik und dem NSU. Quent verwies auf die Herkunft dieser Ideologie aus dem Nationalsozialismus: Schon Friedrich Burgdörfer hatte in den 1930er Jahren vom „Volkstod“ durch „Unterbevölkerung“ der Weißen gegenüber den angeblich fruchtbareren, als minderwertig bezeichneten Schwarzen und vom durch Juden verursachten drohenden „Rassenselbstmord“ der Weißen geredet. Mit Geburtsraten hatten die Nationalsozialisten den Zweiten Weltkrieg, den Holocaust und das Euthanasie-Mordprogramm gerechtfertigt. Tarrant habe wie frühere Nationalsozialisten planmäßig auch muslimische Kinder und Jugendliche ermordet, weil sie in seiner Sicht zukünftige Feinde und von Geburt an der künftigen Vermehrung von „Invasoren“ schuldig seien. Diese extreme Gewaltanwendung sei in jeder ethnozentristischen Ideologie angelegt, auch wenn nur wenige zur Tat schritten. Darum sei es falsch und respektlos gegenüber den Opfern, Tarrants Tat als beliebige Form von „Hass, Gewalt und Terror“ oder „Extremismus“ darzustellen.

## Reaktionen

### Internet
Nach Aufforderung durch Neuseelands Polizei sperrten Facebook, Youtube, Google und Twitter das Filmmaterial des Täters. Dieses war bis dahin schon millionenfach weiterverbreitet worden und kursiert weiter im Netz. Reddit sperrte viele Foren, wo das Video geteilt oder die Tat gerühmt worden war. Australische und neuseeländische Internetdienstanbieter blockierten zudem 4chan, 8chan, LiveLeak und andere Internetseiten, die das Filmmaterial zugänglich gemacht hatten.
Am 19. März 2019 erklärte Facebook, das originale Tätervideo sei bis zu seiner Entfernung nur rund 4000 Mal angeschaut worden, 200 Mal während der Tat. Kein Nutzer habe es beanstandet; 12 Minuten nach dem Ende des Livestreams sei es erstmals gemeldet worden. Man habe das Video sowie das Facebook- und das Instagram-Konto Tarrants Minuten nach dem Polizeihinweis gelöscht. Mehr als 1,5 Millionen Kopien habe man in den ersten 24 Stunden nach dem Anschlag gelöscht und das Hochladen weiterer 1,2 Millionen Kopien verhindert. Man versuche mit Softwaretechnik, Videos mit gleichem Inhalt aufzuspüren und zu löschen.
Auf Youtube wurde das Video am 15. März 2019 pro Sekunde einmal hochgeladen. Darum hatte das Sicherheitsteam von Youtube die Inhaltserkennung und -löschung ganz auf Algorithmen übertragen, sie als automatische Löschfilter eingesetzt und zudem Uploadfilter eingesetzt. Die Notfallmaßnahmen funktionierten nur begrenzt; vielfach wurden Kopien nicht erkannt und stattdessen harmlose Videos gesperrt.
Nach schwerer Kritik, Strafanzeigen und Gesetzesinitiativen mehrerer Regierungen räumte Facebook am 30. März ein, nicht genug gegen die Verbreitung des Videos getan zu haben. Man entwickle Software, um Videos mit gleichem Inhalt aufzuspüren und Uploads zu verhindern, und werde die Uploadregeln für Livestreams und Regeln gegen Hasskommentare verschärfen. Seiten mit Inhalten des weißen Nationalismus und Separatismus werde man ab April von Facebook und Instagram verbannen.
Rechtsextremisten machten im Internet israelische oder US-amerikanische Geheimdienste für den Anschlag verantwortlich.

### Neuseeland und Australien

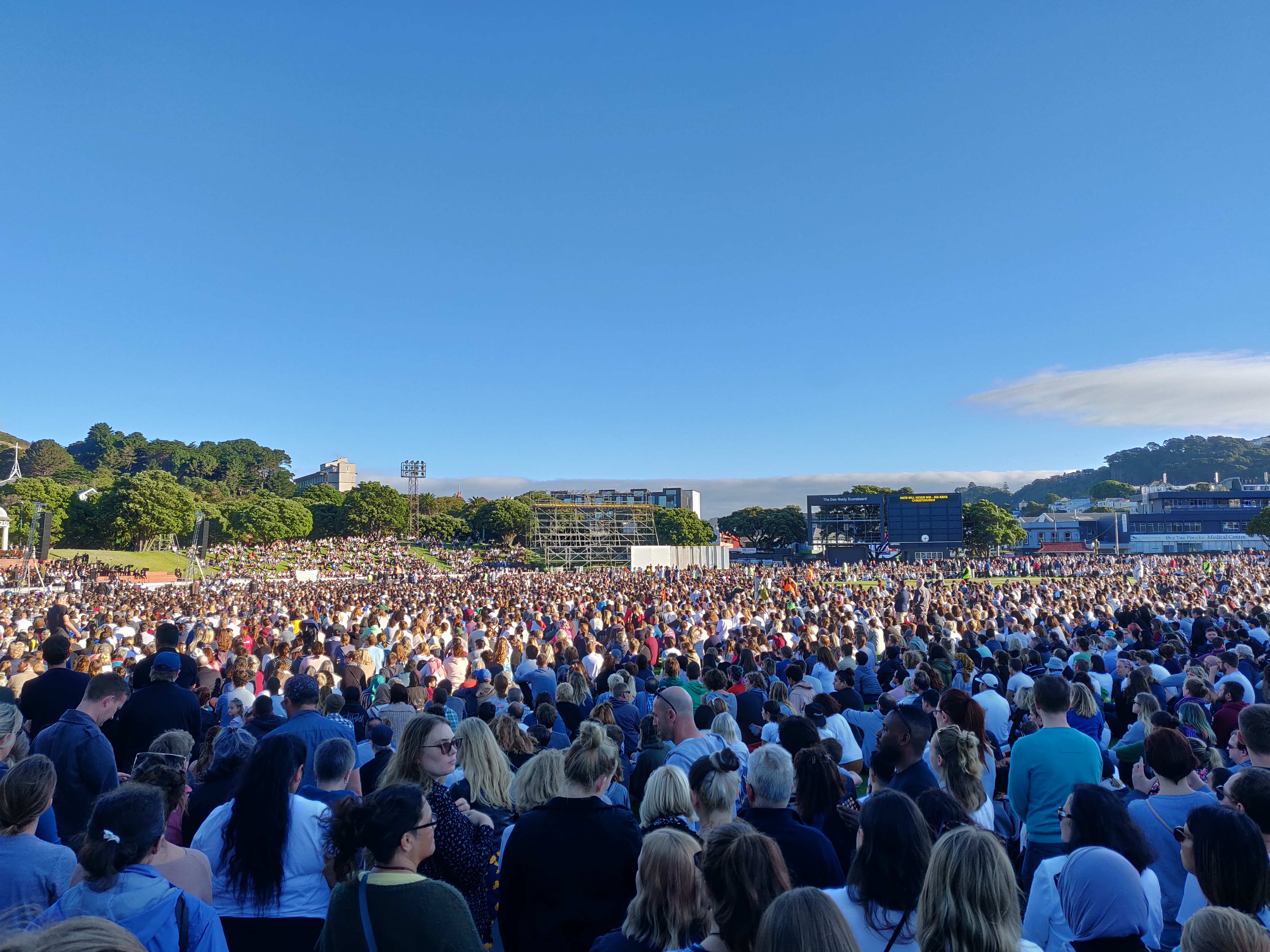
Opfergedenkveranstaltung, am 17. März 2019, im ältesten Cricketstadion Neuseelands „Basin Reserve“, in Wellington.

Am 15. März 2019 beschrieb Neuseelands Premierministerin Jacinda Ardern den Anschlag als eindeutigen, sorgfältig geplanten Terroranschlag. Für die Ansichten des Täters gebe es nirgends in der Welt einen Platz. Er habe Neuseeland gerade wegen dessen multikulturellen, freundlichen, mitfühlenden Bürgern ausgewählt, weil sie Menschen in Not Zuflucht gewährten. Doch diese Werte könne und werde der Anschlag nicht erschüttern. Man sei eine stolze Nation von mehr als 200 Ethnien und 160 Sprachen. Sie verurteilte die Täterideologie aufs Schärfste. Am 19. März begann sie eine Grundsatzrede vor dem Parlament mit dem islamischen Friedensgruß Salam Alaikum und wandte sich dann an die Opferfamilien: „Wir können Ihre Trauer nicht ermessen, aber wir können mit Ihnen jeden Schritt des Weges gehen. Wir werden Sie mit allem umgeben, was uns ausmacht.“ Sie lobte alle, die weitere Tote mit Einsatz ihres Lebens verhindert hatten, und dankte allen Ersthelfern. Sie werde den Namen des Attentäters niemals nennen, um ihm seinen Wunsch nach Berühmtheit nicht zu erfüllen. Sie bitte darum, die Namen der Opfer, nicht den des Täters auszusprechen, und die Erinnerung an sie wachzuhalten. Die Neuseeländer wollten, dass sich jedes Mitglied der muslimischen Gemeinden sicher fühle, frei von Angst vor Gewalt, frei von Rassismus und Hass. Jeder Einzelne könne dafür etwas tun. Sie schloss mit dem Satz: „Wir sind eins, sie sind wir.“ Am 20. März rief Jacinda Ardern zum weltweiten Kampf gegen die rassistische rechtsextreme Ideologie des Täters auf. Obwohl dieser aus Australien stammte, könne man diese Ideologie auch in Neuseeland trotz großer Mehrheiten dagegen nicht restlos ausschließen. Sie verwahre sich aber strikt gegen die Annahme, dass Neuseelands Willkommenskultur diese Ideologie in irgendeiner Form gefördert habe. Es komme darauf an, ihr dauerhaft den Nährboden zu entziehen. Das sei eine globale Aufgabe. Eine sichere, tolerante und inklusive Welt lasse sich nicht in nationalen Grenzen gewährleisten.
Am 21. März 2019 verbot Neuseelands Regierung mit sofortiger Wirkung den Verkauf, ab 11. April 2019 auch den Besitz von Sturmgewehren, halbautomatischen Waffen sowie großen oder erweiterten Munitionsmagazinen. Legal erworbene Waffen dieser Art will der Staat zurückkaufen und dafür 120 Millionen Euro bereitstellen. Jacinda Ardern rief Neuseelands Waffenbesitzer dazu auf, ihren Bestand der Polizei zu melden.
Aus Solidarität mit muslimischen Frauen und Opferangehörigen trugen viele Neuseeländerinnen in den Folgetagen demonstrativ ein Kopftuch, darunter Jacinda Ardern und als Bewacher von Moscheen eingesetzte Polizistinnen. Sie wollten damit die Furcht vieler Muslime vor weiteren Anschlägen verringern, diesen ein Heimatgefühl geben und zeigen, dass sie eine Spaltung der Gesellschaft ablehnen. Die Aktion stieß auf Lob und Kritik. Liberale Musliminnen verwiesen darauf, dass der Islam Frauen keine Kopfbedeckung vorschreibt, aber Frauen, die diese zu tragen verweigern, in manchen islamischen Staaten wie dem Iran und Saudi-Arabien deswegen bestraft werden.
Der australische Premierminister Scott Morrison erklärte, dass Australien zu den Neuseeländern stehe. Neuseeland sei wie Australien eine Heimat für Menschen aller Glaubensrichtungen, Kulturen und Hintergründe. Es sei absolut kein Platz in diesen Ländern für Hass und Intoleranz, die extremistische, terroristische Gewalt hervorgebracht hätten. Zahlreiche weitere Länder verurteilten den Anschlag und bekundeten ihr Beileid.
Der australische rechtskonservative Senator Fraser Anning machte Neuseelands Einwanderungspolitik und den Islam für die Anschläge verantwortlich. Dies löste starke Kritik im In- und Ausland aus. Ein 17-jähriger Australier, der aus Protest gegen Annings Thesen ihm bei einer Pressekonferenz ein Ei auf dem Kopf zerschlug, fand im Internet enormen Zuspruch.
Ahmed Bhamji, Vorsitzender der größten Moschee in Neuseeland, verdächtigte als Redner bei einer Demonstration den israelischen Geheimdienst Mossad und Zionisten als heimliche Anschlagsplaner. Ein Demonstrationsteilnehmer rief daraufhin, Israel stecke dahinter. Vertreter der jüdischen Gemeinde und das Menschenrechtskomitee Neuseelands verurteilten Bhamjis Aussagen. Auch der Präsident der neuseeländischen Islamverbände Mustafa Farouk distanzierte sich davon.
Am 24. April 2019 initiierte Jacinda Ardern mit dem Christchurch Call eine globale Initiative gegen terroristische Inhalte im Internet. Sie und Frankreichs Präsident Emmanuel Macron kündigten ein Gipfeltreffen in Paris mit Politikern und Chefs von Tech-Konzernen an, um sie in die globale Bekämpfung des Extremismus einzubinden und die Liveübertragung eines Massenmordes künftig auszuschließen. Die behördliche Kontrolle von Filesharing-Plattformen wurde jedoch als kaum möglich betrachtet. Am 15. Mai 2019 fand das Tech for Humanity-Treffen der G7-Staaten in Paris statt. Teilnehmer waren unter anderen die britische Premierministerin Theresa May, Jordaniens König Abdullah II., Kanadas Premier Justin Trudeau und EU-Kommissionschef Jean-Claude Juncker. Die US-Regierung nahm nicht teil und wollte Arderns Aufruf nicht unterzeichnen. Diese kritisierte, dass in den USA trotz aller Erfahrungen mit Massakern kein gesetzliches Verbot halbautomatischer Waffen und Sturmgewehre zustande komme.

### Andere Staaten
Die deutsche Bundeskanzlerin Angela Merkel bezeichnete den Angriff als einen Anschlag auf die offene und tolerante Gesellschaft und erklärte, an der Seite der Menschen in Neuseeland zu stehen.
Der britische Innenminister Sajid Javid betonte, „Online-Plattformen tragen Verantwortung, die Arbeit der Terroristen nicht für sie zu erledigen. Dieser Terrorist hat seine Schießerei mit der Absicht gefilmt, seine Ideologie zu verbreiten. Technologieunternehmen müssen mehr tun, um zu verhindern, dass seine Nachrichten auf ihren Plattformen übertragen werden“. Internetfirmen, die die Verbreitung verbotener Inhalte zulassen, sollten sich darauf vorbereiten, dass sie mit der ganzen Kraft des Gesetzes konfrontiert werden.
Der AfD-Politiker Harald Laatsch postete am 15. März auf Twitter, der Täter sei ein „Einwanderer“ und Klimaschutz-Aktivisten seien für den Anschlag verantwortlich. Dazu verlinkte er den Namen Greta Thunbergs, der Begründerin der Proteste Fridays for Future. Nadine Leichter kommentierte in der Frankfurter Rundschau, die AfD spiele die Gefahr von rechts gezielt herab und missbrauche sie zur Hetze. Die Berliner Zeitung bezeichnete diese Tweets als „scheinbaren Tabubruch und einen bizarren Zusammenhang, der sich nur aus einem rechtsextremen Weltbild erschließt“. Es sei das Kalkül der AfD, auf solche Weise viel Aufmerksamkeit zu erlangen. Viktoria Bolmer schrieb auf Bento, dieses Verhalten zeige, dass es rechten Politikern nicht um Mitgefühl und Aufarbeitung gehe, sondern darum, Feindbilder zu erzeugen.
Ab 2011 hatten Menge und Opferzahlen rassistischer und antiislamischer Massenmorde weltweit zugenommen. In den USA wuchsen rechtsextreme Gewalt und der Zulauf zu antimuslimischen Hassgruppen nach Donald Trumps Amtsantritt als US-Präsident erheblich. Doch Trump bestritt am 16. März 2019, dass die Täterideologie des weißen Nationalismus bzw. der White Supremacy eine wachsende Gefahr sei. Zugleich bezeichnete er die (statistisch abnehmende) Zuwanderung in die USA als „Invasion“. Jacinda Ardern hatte Trump nach dem Anschlag gebeten, allen muslimischen Gemeinden Sympathie und Liebe zu zeigen, und wies seine Verharmlosung rechtsextremer Ideologie zurück.
Der türkische Präsident Recep Tayyip Erdoğan setzte das Tätervideo im türkischen Kommunalwahlkampf ein und warf dem Westen einen Kreuzzug gegen die Türkei vor. Er drohte, Australier mit antimuslimischer Gesinnung würden das gleiche Schicksal erleiden wie Soldaten, die im Ersten Weltkrieg gegen das Osmanische Reich gekämpft hatten. Er forderte die Todesstrafe für den Täter. Australiens Prmier Scott Morrison warf Erdoğan Beleidigung der australischen und neuseeländischen Soldaten vor, die im Ersten Weltkrieg gefallen waren. Neuseelands Außenminister Winston Peters verurteilte Erdoğans Verwendung des Filmmaterials und wollte ihn bei einer Türkeireise „konfrontieren“. Australien bestellte den türkischen Botschafter ein. Erdoğans Bündnispartner Devlet Bahçeli von der rechtsextremen MHP drohte, die Türkei werde „die Kreuzritter im eigenen Blut ersäufen“.

## Prozess und Urteil
Im Strafprozess bekannte sich Tarrant zunächst für nicht schuldig, im März 2020 jedoch überraschend des Mordes in 51 Fällen, des versuchten Mordes in 40 Fällen und der Ausübung eines Terrorakts für schuldig. Er verzichtete auf sein Recht, sich vor Gericht zu äußern. Das ersparte den Betroffenen eine aufreibende Beweisaufnahme und erübrigte Befürchtungen, Tarrant werde den Prozess zur Selbstdarstellung und Verbreitung seines Rassismus benutzen.
Am 24. August 2020 schilderte der Anklagevertreter ausführlich den Tathergang und machte damit erstmals dessen Planung genauer bekannt: Tarrant hatte die Moscheen in Christchurch von seinem Wohnort Dunedin aus unter anderem mit einer Drohne gezielt ausgespäht und sich im Internet Informationen über die Moscheen, ihre Gebetszeiten und Fotografien der Innenräume besorgt. Zuvor erworbene rund 7000 Schuss Munition und Schusswaffen hatte er so verändert, dass sie eine höhere Schussgeschwindigkeit ermöglichten. Zudem führte er beim Anschlag Brandsätze mit, um die Moscheen niederzubrennen. In der Al-Nur-Moschee eröffnete er sofort das Feuer auf die rund 190 anwesenden Gläubigen und beschoss nacheinander zwei fliehende Gruppen. Auf dem Weg zur zweiten Moschee kommentierte er die Tat im Livestream und amüsierte sich über einiges, was passiert war. Er wollte anfangs im Vorort Ashburton eine dritte Moschee angreifen, wurde aber unterwegs von der Polizei festgenommen. Später bedauerte er im Verhör, dass er die Brandsätze nicht eingesetzt habe, um noch mehr Menschen zu töten.
An vier Prozesstagen berichteten mehr als 90 Überlebende und Opferangehörige von den bleibenden körperlichen und seelischen Folgen der Anschläge; einige sprachen den Täter direkt an. Mehrere erklärten, die Erlebnisse hätten ihre islamische Gemeinschaft noch gestärkt. Die Staatsanwaltschaft stellte Tarrants besonders hinterhältiges Vorgehen heraus: Er hatte seine Tat minutiös geplant und etwa Menschen in den Rücken geschossen, die zum Gebet auf dem Boden knieten. Am 27. August 2020 folgte der Richter der Anklage und verurteilte Tarrant zu lebenslanger Haft ohne Bewährung und ohne die Möglichkeit einer vorzeitigen Entlassung. Zuvor verlas er die Namen aller Getöteten, nannte einige Details aus ihrem Leben und dem ihrer Hinterbliebenen, dann die Namen der Überlebenden, und beschrieb ihre Verletzungen. Der Täter sei durch seinen Hass auf Menschen motiviert gewesen, die er für anders angesehen habe als er selbst. Er habe keine Gnade und keine ehrliche Reue über seine unmenschliche Tat gezeigt. Seine Verbrechen seien so niederträchtig, dass selbst eine lebenslange Haft die erforderliche Strafe nicht erreiche. Das Strafmaß war das höchste nach neuseeländischem Gesetz und das erste Urteil in Neuseeland nach dem Terrorism Suppression Act von 2002. Vor dem Urteil ließ Tarrant mitteilen, dass er sich dem Anklageantrag nicht widersetzen werde. Premierministerin Jacinda Ardern begrüßte das Urteil und hoffte, der Name des Täters werde nun nie mehr öffentlich ausgesprochen. Er habe das Gegenteil dessen bewirkt, was er erreichen wollte. Er verdiene es, „den Rest seines Lebens in völliger Stille zu verbringen“. Den Familien sei überlassen, ob sie glaubten, dass der Gerechtigkeit nun genüge getan sei. Sie hätten hoffentlich den Beistand Neuseelands während des gesamten Prozesses gespürt. Der Prozess und Neuseelands Umgang mit der Tat wurden weithin als vorbildlich gelobt.